# Pete Kircher
Peter Kircher (Folkestone, 21 gennaio 1945) è un batterista e percussionista inglese noto per essere stato membro di molte rock band tra gli anni sessanta e ottanta, tra cui Honeybus, Original Mirrors e Status Quo.

## Biografia
Nato nel Kent, cominciò ad esibirsi nei primi anni sessanta con un gruppo chiamato “The Burnettes”, band di cui faceva parte anche Noel Redding, qualche anno più tardi bassista di Jimi Hendrix.
Assunto nell'aprile del 1967 quale membro degli Honeybus, vi rimase fino al 1970, anno dello scioglimento, contribuendo a realizzare pregevoli e raffinate produzioni culminate nell'album Story, lavoro assai acclamato dalla critica britannica ma pubblicato dopo la  già avvenuta disgregazione della band.
Nel 1971 partecipò alla separata redazione di due album (March Hare e Into Your Ears) rispettivamente con due altri ex compagni negli Honeybus, Colin Hare e Pere Dello.
Impressionati dalla qualità delle produzioni, i discografici tentarono di spingere per una ricostituzione della band ma, dopo un tentativo non riuscito, il progetto decadde e Kircher si avvicinò agli Shanghai, rock band presenziata da Mick Green, già componente della band dei Johnny Kid and the Pirates, insieme ai quali partecipò alla stesura di due album nel 1974 e 1976.
Nel 1979 venne assunto in pianta stabile dagli Original Mirrors, ma fu nel triennio 1982-1985 che conobbe l'apice della popolarità.
Abbandonati dallo storico batterista John Coghlan, gli Status Quo organizzarono delle audizioni per la selezione di un nuovo percussionista e scelsero proprio Kircher in una lista di oltre duecento candidati.
Con gli Status Quo Kircher riuscì a conseguire alcune tra le maggiori soddisfazioni della sua carriera: incise subito l'album intitolato 1+9+8+2 = XX che approdò al primo posto delle classifiche inglesi, si esibì nel The Prince's Trust al N.E.C. di Birmingham in presenza dei reali inglesi Carlo e Lady Diana e, infine, nel 1985 partecipò al Live Aid, dove gli Status Quo si esibirono come band di apertura.
La sua performance al Live Aid rimase anche l'ultima in assoluto con gli Status Quo. Difatti, pur essendo al vertice della notorietà, decise di allontanarsi dalla celebre band a causa di contrasti e forti tensioni interne tra gli altri componenti e il suo posto alle percussioni venne assunto dal giovane Jeff Rich.
Da quel momento, di lui non si ebbero più notizie precise.
Nel 2003, gli Honeybus, la band che lo lanciò negli anni sessanta, si riunirono fugacemente per una breve apparizione in una televisione olandese, ma senza la sua attesa partecipazione.

## Discografia

### Album in studio con gli Status Quo
- 1+9+8+2 = XX (1982) UK #1
- Back to Back (1983) UK #9

### Live con gli Status Quo
- Live at the N.E.C. (1982)
- Status Quo Live at the BBC (2010)

### Raccolte con gli Status Quo
- From the Makers of (1982) UK # 4
- 12 Gold Bars Vol. 2 (1984) UK #12

### Album in studio con John Du Cann
- Nothing Better (1992)